# Noé Preszow
Pour les articles homonymes, voir Preszow.
Noé Preszow (prononcé : Prèchof), né le 13 septembre 1994 à Bruxelles, est un auteur-compositeur-interprète et musicien belge.

## Biographie
Marqué très jeune par la chanson française et la pop anglo-saxonne, Noé Preszow commence par apprendre le violon à l'âge de 3 ans . Il apprend la guitare à l'adolescence, se met à s'enregistrer et à accumuler les maquettes par milliers, qu'il enregistre dans sa chambre. Il ne cessera pas cette pratique qu'il qualifie souvent de « bricolage » et joue dans un premier temps en groupe.
Il signe avec le label français Tôt ou tard en 2019 et chante, cette année-là, en première partie de Vincent Delerm à la Cigale.
Son premier single, À nous, sort le 10 mars 2020. Envisagé comme une carte de visite, ce titre se fait immédiatement une place sur les ondes et dans le paysage médiatique français et belge. Écrite plusieurs années avant sa sortie, les médias parlent de chanson « prémonitoire » tant elle colle avec  le premier confinement lié à la première vague de la pandémie de la Covid-19.
C'est grâce à cette même chanson que le 14 mai 2020, il est choisi comme nouveau lauréat « découverte » des Médias francophones publics par France Bleu (Radio France), La Première (RTBF), ICI Musique (Radio-Canada) et Option Musique (RTS).
Son premier EP, Ça ne saurait tarder, sort 4 septembre 2020 et contient le deuxième single, Que tout s'danse, dont Noé Preszow co-signe la réalisation du clip, tout comme celle de Cette route-là, quelques mois plus tard.
Le journal Libération parle d'une « grenade dont les fragmentations secouent une jeune garde française (...) »; Paris Match évoque une "écriture percutante" et un "ami révolté"; le Journal Du Dimanche qualifie l'album de "poétique et engagé" et La Libre de "révélation belge de l'année"
Début 2021, on annonce sa nomination dans la catégorie Révélation masculine de l'année, aux côtés d'Hatik et Hervé, aux Victoires de la musique dont la cérémonie se tient le 12 février 2021.
Sa première tournée commence en juin 2021, par deux concerts exceptionnellement plus acoustiques. D'abord au Cirque Royal de Bruxelles (piano, guitare, violoncelle, violon) à l'occasion des Fêtes de la Musique et ensuite au Printemps de Bourges, en ouverture du festival, en co-plateau avec Jean-Louis Aubert. Il enchaine avec sa première tournée des festivals, qu'il entame par les Francofolies de la Rochelle, sur la grande scène, en co-plateau avec Claudio Capéo, Grand Corps Malade et Jean-Louis Aubert. 
Sa tournée dure un an et demi et passe par la Belgique, la France, et la Suisse (Montreux Jazz Festival). Ils et elles sont entre 4 et 5 sur scène, selon les dates. Entre ses propres concerts, il continue de faire des premières parties, comme celles de Bernard Lavilliers à l'Olympia (Paris) en juin 2022 ou d'Alain Souchon au Dôme de Paris - Palais des Sports. 
Il est l'auteur-compositeur de la chanson "Le chant des grives"[réf. souhaitée] interprété par la chanteuse Zaz sur son album "Isa" (2021).
Il signe également la préface du livre "Billet d'où" (au Castor Astral), recueil de la poétesse Laurence Vielle.
Son deuxième album, intitulé [prèchof], sort le 16 février 2024. 

## Discographie

### Singles
- 2020 : À nous
- 2020 : Que tout s'danse
- 2021 : Le monde à l'envers
- 2021 : Cette route-là
- 2021 : J'entends d'ici
- 2022 : Faire les choses bien (featuring Leila Lachterman)
- 2023 : L'intime & le monde
- 2024 : À force
- 2024 : Prière de n’pas déranger